# مکنزی (تنسی)
مکنزی(به انگلیسی: McKenzie) شهری در ایالت تنسی کشور ایالات متحده آمریکا است که جمعیت آن در سرشماری سال ۲۰۱۰ میلادی، ۵٬۳۱۰ نفر بوده‌است.